# Anillo de Alma Seidler
El Anillo de Alma Seidler fue creado en 1978 por el gobierno federal austriaco y guarda analogía con el tradicional Anillo de Iffland. Al igual que este, se transmite de por vida a la actriz de habla alemana más notable del momento por parte de su predecesora mediante testamento.
El premio lleva el nombre de la actriz del Burgtheater de Viena Alma Seidler (1899-1977). Según declaraciones de la viuda de Werner Krauss, el entonces portador del anillo de Iffland fallecido en 1959, habría sido ella su sucesora si las mujeres no fueran excluidas por tradición desde el principio .

## Portadoras del anillo Alma Seidler
| Período    | Portadora          |
| ---------- | ------------------ |
| 1979-2000  | Paula Wessely      |
| 2000-2014  | Annemarie Düringer |
| desde 2014 | Regina Fritsch     |